# 6 грудня
6 грудня — 340-й день року (341-й у високосні роки) у григоріанському календарі. До кінця року залишається 25 днів.

## Свята і пам'ятні дні

### Національні
- Україна: День Збройних Сил України.
- Україна: День святого Миколая.
- Азербайджан: День працівників міністерства зв'язку та інформаційних технологій.
- Іспанія: День Конституції. (Día de la Constitución)
- Казахстан: День прокуратури.
- Перу: День національної поліції. (Día de la Policía Nacional)
- Німеччина: День святого Миколая. (Nikolaustag).
- Польща: Миколайки. (Mikołajki)
- Фінляндія: День незалежності Фінляндії.

### Релігійні

#### Західне християнство
- Пам'ять святих Миколая з Барі, єпископа Міри, Авраама Красійського[en], африканських мучеників[en], Еміліана[en], Кармен Ісуса[en] та Яноша Шеффлера[en].

#### Східне християнство
- Пам'ять святителя Миколая Чудотворця, архієпископа Мир Лікійських[1].

## Іменини
✝  Католицькі: Миколай, Еміліана, Кармен, Янош.
✙ Православні: Миколай.

## Події

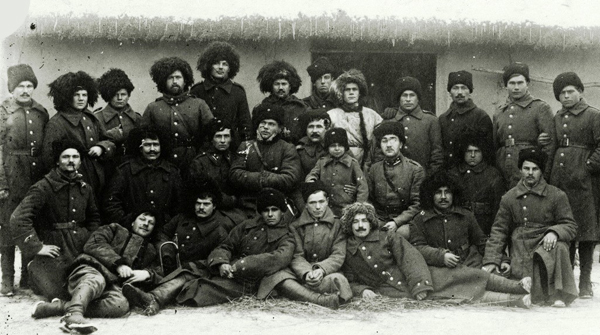
Старшини конвою Михайла Омеляновича-Павленка, 1919

- 1060 — Бела I коронований королем Угорщини.
- 1240 — Київ було захоплено та поруйновано військом монгольського хана Батия
- 1492 — перша експедиція Колумба відкрила острів Гаїті
- 1534 — іспанські колоністи заснували місто Кіто.
- 1637 — відбувся Кумейківський бій між козацьким і урядовим річпосполитським військами, яким завершилось придушення повстання Павлюка.
- 1648 — внаслідок Прайдової чистки з Парламенту Великої Британії було усунено роялістів, що дало змогу віддати короля Карла I під суд.
- 1741 — державний переворот в Росії, внаслідок якого імператрицею стала Єлизавета Петрівна, дочка Петра I.
- 1768 — у Шотландії надруковано перше видання Britannica, всесвітньовідому та одну з найпопулярніших досі енциклопедій.
- 1790 — Конгрес США переїхав з Нью-Йорку до Філадельфії.
- 1865 — Джорджія ратифікувала Тринадцяту поправку до Конституції США.
- 1869 — у Південній Африці відкрито кімберлітові трубки, поклади алмазів. Нині регіон забезпечує 50 % світового видобутку алмазів.
- 1877 — вийшов перший номер газети «Вашингтон пост»
- 1877 — винахідник Томас Едісон зробив на своєму новому фонографі найперший запис людського голосу, процитувавши слова дитячої пісеньки «Мері мала маленьке телятко»
- 1882 — друге і останнє в XIX столітті Проходження Венери перед диском Сонця.
- 1884 — відкрито Монумент Вашингтона.
- 1912 — було знайдено Погруддя Нефертіті.
- 1916 — Перша світова війна: Центральні держави захопили Бухарест.
- 1917 — парламент Фінляндії проголосив незалежність країни від Росії
- 1917 — в порту Галіфакса вибухнуло французьке судно «Монблан», навантажене боєприпасами. Загинуло близько 2000 осіб. Цей випадок досі є найбільшим неядерним вибухом в історії.
- 1919 — під командуванням Михайла Омеляновича-Павленка розпочався Зимовий похід Армії УНР тилами Червоної та Добровольчої армій.
- 1921 — підписаний англо-ірландський договір, по якому рівно через рік (6 грудня 1922) Ірландія здобула незалежність.
- 1928 — уряд Колумбії вислав війська для придушення страйку працівників Юнайтед-фрут-компані. Кількість поранених та загиблих невідома.
- 1956 — під час літніх Олімпійських ігор 1956 в Мельбурні відбувся матч з водного поло між збірними СРСР та Угорщини, більш відомий як «Кров у басейні».
- 1977 — Південна Африка дала незалежність Бопутатсвані. Жодна інша країна не визнала її незалежність.
- 1978 — після всенародного референдуму в Іспанії було прийнято нову Конституцію.
- 1989 — антифеміністський терорист вбив 14 жінок у політехнічній школі Монреаля (Канада).
- 1991 — набрала чинності нова конституція Болгарської республіки.
- 1991 — утворені Збройні сили України
- 1991 — незалежність України визнали Естонія і Куба.
- 1992 — у місті Айодг'я (Індія) спалахнули масові протести через знищення Мечеті Бабрі. В ході їх придушення загинуло більше 1500 осіб.
- 1997 — катастрофа військово-транспортного літака Ан-124 в Іркутську. Загинуло 72 людини.
- 1999 — Американська асоціація компаній звукозапису подала в суд на сервіс Napster через часте порушення авторських прав з використанням методу Peer-to-peer.
- 2000 — відкритий ліверморій (стара назва — унунгексій) — хімічний елемент з атомним номером 116.
- 2003 — засновано Львівський муніципальний духовий оркестр «Галицькі Сурми» (тоді — Оркестр ветеранів військово-оркестрової служби).
- 2006 — НАСА опублікувала фотографії зняті дослідницьким зондом Mars Global Surveyor, припустивши можливість існування води на Марсі.
- 2008 — у Греції спалахнули масові заворушення через вбивство в Афінах поліцейським підлітка.
- 2017 — адміністрація Дональда Трампа офіційно оголошує про визнання Єрусалиму столицею Ізраїлю.

## Народились
Дивись також Категорія:Народились 6 грудня
- 1421 — Генріх VI, король Англії.
- 1742 — Ніколя Леблан, французький хімік-технолог, який розробив перший промисловий спосіб отримання соди з кухонної солі.
- 1778 — Жозеф Луї Гей-Люссак, французький фізик і хімік, автор одного з «газових законів», винахідник спиртометра і гідрометра.
- 1841 — Жан Фредерік Базиль, французький художник, один із засновників імпресіонізму у живописі.
- 1850 — Микола Бодаревський, український художник, портретист.
- 1871 — Микола Вороний, український письменник, перекладач, поет, режисер, актор.
- 1899 — Олександр Оглоблин, відомий український історик, архівіст та політичний діяч.
- 1903 — Микола Колесса, композитор, видатний український митець, педагог.
- 1913 — Микола Амосов, український лікар, творець вітчизняної школи кардіохірургії, академік, письменник («Думки й серце»).
- 1920 — Дейв Брубек, американський джазовий музика.
- 1948 — Юрій Алексєєв, український ракетобудівник, голова Державного космічного агентства України (2010—2014), Герой України.
- 1996 — Георгій Тарасенко, учасник російсько-української війни, Герой України.

## Померли
Дивись також Категорія:Померли 6 грудня
- 1185 — Альфонс I Великий, перший король Португалії.
- 1352 — Климент VI, 198-й Папа Римський.
- 1562 — Ян ван Скорел, нідерландський художник і гуманіст, представник романізму, був універсально освіченою людиною.
- 1741 — Вітус Беринг, данський мореплавець.
- 1779 — Жан Батист Сімеон Шарден, французький живописець.
- 1805 — Ніколя Жак Конте, французький художник, аеронавт, винахідник сучасного олівця.
- 1864 — Сімонас Даукантас, литовський історик і письменник-просвітник, збирач і видавець литовського фольклору.
- 1892 — Вернер фон Сіменс, німецький електротехнік і промисловець, засновник однойменного концерну.
- 1991 — Річард Стоун, англійський економіст, лауреат Нобелівської премії з економіки 1984 року.
- 1993 — Дон Амічі, американський актор, лавреат премії «Оскар».
- 2014 — Володимир Шинкарук, письменник, композитор, бард-виконавець.
- 2016 — Грег Лейк, англійський гітарист, вокаліст, автор пісень, один з засновників гуртів King Crimson та Emerson, Lake & Palmer.
- 2017 — Джонні Голлідей, французький співак і актор.
- 2020 — Поливанова Галина Анатоліївна, українська співачка (сопрано).